# Hieracium cruentiferum
Hieracium cruentiferum là một loài thực vật có hoa trong họ Cúc. Loài này được (Norrl. & H.Lindb. ex Norrl.) mô tả khoa học đầu tiên năm 1929.